# 범어사 유제 대발
부산 범어사 유제 대발(釜山 梵魚寺 鍮製 大鉢)은 부산광역시 금정구, 범어사에 있는 조선시대의 공양구로, 절에서 공양할 때 밥통으로 사용하던 식기의 일종이다. 1999년 9월 3일 부산광역시의 유형문화재 제4호로 지정되었다.

## 개요
사찰에서 바루 공양을 할 때 밥통으로 사용하던 식기의 일종으로, 몸체 좌우 대칭되는 곳에 2개의 손잡이 고리가 달려 있으며, 길이가 17.6cm, 너비가 40.5cm인 대형 발우이다.
그릇의 입 가장자리를 2cm가량 벌린 몸체와 3,3cm 높이의 받침은 한 몸처럼 제작되어 있지만 몸체 바깥면 두 곳을 약간 튀어나오게 처리하여 3등분한 것처럼 보이는데, 정교하지 못한 손잡이 장식과 함께 고르지 못한 몸체표면 처리 등에서 조형미가 조금 떨어지는 작품으로 파악된다.
그러나 받침의 바깥 면에는 명확하지는 않으나 16여자 명문이 점으로 새겨져 있기 때문에 이 대형 발우가 순조 때인 도광 2년 혹은 5년(1825년)에 제작되었음을 알 수 있다.
불교 공예품 중 조성연대를 알 수 있는 의식용 법구로서 뿐 만 아니라 조선후기 사찰에서 행해진 바루공양 의식의 단면을 살펴볼 수 있는 좋은 자료이다.

## 명칭 변경
종전 문화재 명칭 《도광명 유제양이부대발》(道光銘 鍮製兩耳附大鉢)에서 연호를 삭제하여 2015년 3월 18일 《범어사 유제 대발》(梵魚寺 鍮製 大鉢)로 변경되었다.

## 같이 보기
- 범어사

## 참고 자료
- 부산 범어사 유제 대발 - 국가유산청 국가유산포털
- 《부산의 문화재》, 부산광역시, 2000